# Falcipennis canadensis
Falcipennis canadensis е вид птица от семейство Phasianidae.

## Разпространение
Видът е разпространен в Канада и САЩ.